# Дурмин
Дурми́н — посёлок в районе имени Лазо Хабаровского края России.
Образует Сельское поселение «Посёлок Дурмин».

## География
Посёлок Дурмин расположен на автотрассе Владимировка — Сукпай между пос. Обор и пос. Сидима, в отрогах Сихотэ-Алиня.
Посёлок Дурмин стоит на реке Дурмин (правый приток реки Обор).
Расстояние до районного центра посёлка Переяславка около 55 км, расстояние до Хабаровска около 105 км.

## История
История посёлка Дурмин связана с Оборской железной дорогой, строительство которой началась в 1930-е годы. Железная дорога строилась с целью вывоза леса и хозяйственного освоения прилегающей территории. На её строительстве и на лесозаготовках использовался труд репрессированных граждан СССР («раскулаченных», осуждённых по политическим статьям, спецпереселенцев, ссыльных).
В 1935 году Вяземский район был разделён на два района: Вяземский и Веринский. В соответствии с постановлением ВЦИК от 25 января 1935 года «О новой сети районов Дальневосточного края и входящих в этот край административно-территориальных объединений» Веринский район с центром в селе Переяславка вошёл в состав Хабаровской области. Постановлением ЦИК СССР от первого апреля 1935 года Веринский район был переименован в район имени Лазо.
К началу 1940-х годов протяжённость главной линии Оборской железной дороги от станции Кругликово до станции Дурминский участок составляла 70 километров. Была полностью разобрана в первой половине 2010 года.

## Население
| 1992 | 2002 | 2010 | 2011 | 2012 | 2013 | 2014 |
| ---- | ---- | ---- | ---- | ---- | ---- | ---- |
| 1400 | ↘976 | ↘847 | ↘846 | ↘827 | ↘819 | ↘793 |
| 2015 | 2016 | 2017 | 2018 | 2019 | 2020 | 2021 |
| ↘779 | ↘758 | ↘744 | ↘727 | ↗734 | ↘705 | ↘676 |

## Люди, связанные с посёлком
Андрей Дмитриевич Бахтинов (1946—1993), поэт. Жил и работал в посёлке с сентября 1988 года по март 1991 года. Написал цикл стихотворений о Дальнем Востоке. Среди них стихотворение «Осень в Дурмине» («Захолустье, увы, захолустье…»), посвящённое посёлку Дурмин.

## Экономика
- Дурминский бондарный завод.
- Готово к отработке месторождение золота «Дурмин», в настоящее время здесь идёт активный поиск инвестора. На участке «Корейский» (северный фланг месторождения «Дурмин») прогнозные ресурсы недр оцениваются по категории Р3 и составляют 5 т, по категории Р2 — 3 т (протокол НТС Дальгеолкома, январь 1998 г). Мухенская площадь имеет сходное геолого-геоморфологическое строение с находящимися в непосредственной близости Матайским и Катенским рудно-россыпными узлами и по аналогии ресурсный потенциал её составляет по категории Р3 — 2000 кг, а по участку недр 500 кг (Протокол НТС Дальнедра от 03.10.2010 г. № 70-р).

## Культура
- Поселковый дом культуры.